# Kaijiro Fujiyoshi
Kaijiro Fujiyoshi (藤吉 皆二朗 Fujiyoshi Kaijiro?, nacido el 11 de enero de 1992 en Tokio) es un futbolista japonés que se desempeña como guardameta.

## Trayectoria

### Clubes
| Club               | País  | Año         |
| ------------------ | ----- | ----------- |
| Yokogawa Musashino | Japón | 2010 - 2013 |
| SC Sagamihara      | Japón | 2014 - 2017 |

## Estadística de carrera

### J. League
| Club          | Año   | J. League | J. League | Copa J. League | Copa J. League | Total | Total |
| Club          | Año   | Part.     | Goles     | Part.          | Goles          | Part. | Goles |
| ------------- | ----- | --------- | --------- | -------------- | -------------- | ----- | ----- |
| SC Sagamihara | 2014  | 5         | 0         | -              | -              | 5     | 0     |
| SC Sagamihara | 2015  | 0         | 0         | -              | -              | 0     | 0     |
| SC Sagamihara | 2016  | 6         | 0         | -              | -              | 6     | 0     |
| SC Sagamihara | 2017  | 14        | 0         | -              | -              | 14    | 0     |
| Total         | Total | 25        | 0         | 0              | 0              | 25    | 0     |